# Marcus Valerius Falto
Marcus Valerius Falto war ein römischer Politiker und Militär zur Zeit des Zweiten Punischen Krieges und Mitglied der Patrizierfamilie der Valerier. Er war vermutlich Nachfahre des Triumphators von 241 v. Chr. und Konsuls von 239 v. Chr., Quintus Valerius Falto, oder aber dessen Bruders Publius Valerius Falto, der im Jahr darauf das Konsulat bekleidete. 
Im Jahr 205 v. Chr., nachdem er bereits Quästor gewesen war, begleitete Marcus Valerius Falto die Delegation des Marcus Valerius Laevinus, die die Magna Mater aus Pessinus in Phrygien nach Rom überführte. Auf dem Rückweg wurde er voran gesandt, um die Ankunft der Göttin zu verkünden und sicherzustellen, dass sie mit den gebührenden Ehren empfangen würde.
203 v. Chr. war er kurulischer Ädil und befehligte im Jahr 201 v. Chr. als Prätor zwei Legionen im Kampf gegen Hannibal in Bruttium und Kampanien. Als Proprätor im folgenden Jahr erhielt er Sardinien als Provinz, wo er aus seinen Legionen Soldaten für die Verteidigung von Sizilien abstellen sollte.